# Eurville-Bienville
Eurville-Bienville település Franciaországban, Haute-Marne megyében. Lakosainak száma 2001 fő (2022. január 1.). Eurville-Bienville Roches-sur-Marne, Chamouilley, Bayard-sur-Marne, Narcy, Saint-Dizier és Troisfontaines-la-Ville községekkel határos.

## Népesség
A település népességének változása:
| Lakosok száma | 1420 | 2327 | 2086 | 2056 | 2142 | 2124 | 2065 | 2033 | 2029 | 2001 |
|               | 1968 | 1982 | 1990 | 2006 | 2013 | 2015 | 2017 | 2019 | 2020 | 2022 |